# Chiesa di San Pietro Apostolo (Cagliari)
La parrocchiale di San Pietro Apostolo è la chiesa madre di Pirri, municipalità del comune di Cagliari. Sorge nel centro storico di Pirri, in via Chiesa.

## Storia
Le prime notizie sulla parrocchia di San Pietro (che restò l'unica di Pirri, sino agli anni cinquanta) risalgono al XVI secolo, quando risulta essere prebenda di un canonico del capitolo metropolitano di Cagliari. A quest'epoca risale la costruzione della chiesa parrocchiale, sorta probabilmente sui ruderi di una chiesa più antica. Nel suo impianto originario, l'edificio si sviluppava con un'unica navata e una cappella su ciascun lato, che conferivano al tempio la pianta a croce latina. La chiesa venne ampliata e restaurata tra 1619 e il 1652, e ancora diverse volte nel corso del XX secolo. Gli ultimi restauri sono stati eseguiti tra il 1998 e il 2003.

## Descrizione
La chiesa di San Pietro Apostolo fonde elementi stilistici derivanti dal gotico catalano, dal classicismo e dal barocco.
La facciata, con terminale a doppia inflessione, è scandita da quattro lesene, che determinano la suddivisione in tre specchi; al centro si apre il portale, attorno al quale si trova una cornice scolpita, sormontato da una finestra ad arco a tutto sesto. A sinistra del prospetto si innalza il campanile, a canna quadra e coperto da una cupola. La campana più antica, risale al 1757 e reca incisa un'iscrizione in spagnolo: En nombre de la Santissima Trinidad Padre Hyo Espiritu Santu amen. Dedicada a la Parroquial iglesia del Apostol San Pedro de Pirri siendo canonico don Ignacio Borro y procurador de la iglesia el venerable Salvador Toco. En los 26 de may 1757. Franciscus Blancus taurinensis fecit.
L'interno, a pianta rettangolare, si sviluppa su un'unica navata, con volta a botte scandita da archi a sesto acuto e a tutto sesto. Su ciascun lato si aprono quattro cappelle. Sotto la navata si trova la cripta.
La prima cappella a sinistra ospita il fonte battesimale, realizzato in marmi policromi nel 1752. Seguono la cappella del Sacro Cuore di Gesù e quella della Madonna del Rosario, tra le quali si colloca il pulpito marmoreo, proveniente dalla ex chiesa di Santa Teresa a Cagliari (attualmente auditorium comunale). La quarta cappella a sinistra è dedicata all'Immacolata Concezione; da qui, attraverso una porta, si accede al santuario di Santa Maria Chiara, costruito nel 1966, dove si custodisce un simulacro ligneo seicentesco, raffigurante la Madonna col Bambino, oggetto di venerazione. A santa Maria Chiara è dedicata una festa il lunedì dopo Pasqua.
La prima cappella laterale destra ospita due simulacri ottocenteschi, raffiguranti rispettivamente il Redentore e la Madonna di Bonaria. Altre interessanti statue in legno policromo sono custodite nella seconda cappella, dedicata a Maria Ausiliatrice; due sculture raffigurano sant'Efisio e santa Greca, un'altra, attribuita a Giuseppe Antonio Lonis, è la rappresentazione della dormitio Virginis, mentre il simulacro della Madonna delle Grazie risale al XVII secolo.
Il presbiterio, a pianta rettangolare e voltato a botte, ospita l'altare maggiore in marmi policromi, realizzato tra il 1748 e il 1749 da Domenico Andrea Spazzi, dove si trova la statua ottocentesca raffigurante san Pietro apostolo. Nel presbiterio si trovano inoltre una statua lignea, raffigurante il Risorto, opera del Lonis, e due dipinti di notevole interesse; si tratta de Lo sposalizio mistico di santa Caterina d'Alessandria, facente parte in origine di un retablo, opera di Michele Cavaro (figlio di Pietro Cavaro), e di una Crocifissione di Antioco Mainas, dotato di una bella cornice dorata, intagliata in stile gotico. Entrambi i dipinti sono su tavola, realizzati a tempera e olio, e risalgono al XVI secolo. Altre opere d'arte sono custodite nel museo parrocchiale, nei locali adiacenti alla chiesa.